# Фадеев, Леонид Фёдорович
Леонид Фёдорович Фадеев (род. 1938, Адылъял, Чувашская АССР) — советский и российский государственный деятель и поэт, член Союза писателей России с 1998 года.

## Биография
Родился 27 сентября 1938 года в деревне Адылъял Чебоксарского района Чувашской АССР.
В 1965 году окончил советско-партийную школу, а в 1976 году — Чувашский сельскохозяйственный институт (ныне Чувашский государственный аграрный университет). Член КПСС.
Работал бригадиром, председателем колхоза, директором совхоза, был инструктором организационного отдела райкома КПСС, главным агрономом, главным госинспектором по закупкам и качеству сельхозпродукций. С 1995 года Леонид Фёдорович работал заместителем начальника Управления земледелия и растениеводства Министерства сельского хозяйства и продовольствия Чувашской Республики, затем — заместителем министра сельского хозяйства Чувашской Республики.
Стихи Л. Ф. Фадеев писал с детских лет. Первая его публикация состоялась в 1962 году. На его стихотворения написаны около 150 песен видными чувашскими композиторами, которые исполняются по радио и телевидению. Песни на слова Леонида Фадеева включены в репертуар многих известных артистов Чувашской Республики, в числе которых заслуженные артисты Иван Христофоров, Рена Грачева, Маргарита Туринге, Тамара Гурьева и другие.
Фадеев был участником благотворительной акции «Книга из рук в руки: нам и потомкам» Российской библиотечной ассоциации.
Удостоен звания «Заслуженный агроном Чувашской Республики» в 1998 году, лауреат премии имени Алексея Талвира, награждён медалями.